# Żeglarek argo
Żeglarek argo (Argonauta argo) – gatunek głowonoga z rzędu ośmiornic (Octopoda), pierwszy z żeglarków (Argonauta) opisanych naukowo, gatunek typowy i zarazem największy z rodziny Argonautidae, znanej ze specyficznej strategii rozrodczej, od której wzięła swoją nazwę (z gr. Argonautai, ‘żeglarze na Argo’).

## Występowanie
Gatunek kosmopolityczny, epipelagiczny, pływający zazwyczaj na głębokościach mniejszych niż 100 m p.p.m., występujący w tropikalnych i subtropikalnych wodach oceanicznych.

## Budowa

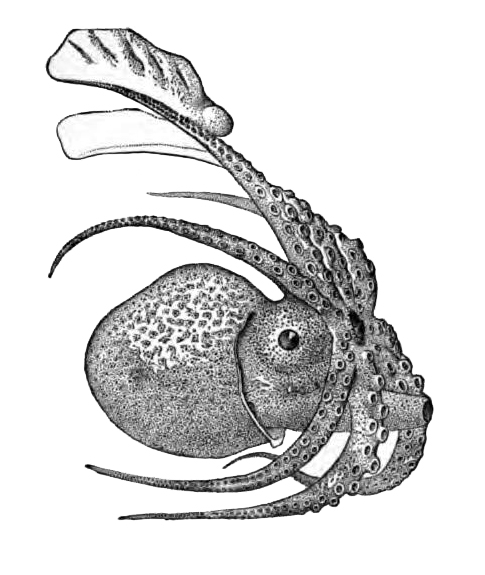
Samica bez muszli

Płaszcz żeglarka argo jest kulisty, tak szeroki jak długi. Powierzchnia płaszcza, głowy i ramion pokryte są widocznymi, osadzonymi blisko siebie, dużymi brodawkami. Boczną powierzchnię płaszcza otacza wąski fałd skóry. Lejek tworzą 4 podłużne płaty.
Jak u wszystkich przedstawicieli rodziny Argonautidae, również u tego gatunku jest wyraźnie zaznaczony dymorfizm płciowy. Samce żeglarka argo mają 1–2 cm długości. Nie budują muszli. Samice są znacznie większe. Mają silnie spłaszczone 2 górne ramiona, wyglądające jak cienka błona. Zawarte w niej chromatofory umożliwiają zwierzęciu zmianę ubarwienia (od srebrzystego po ciemnobrązowe). Nabłonek tych ramion wytwarza wapienną substancję, z której samica, po osiągnięciu dojrzałości płciowej, buduje cienkościenną muszlę, podobną do muszli łodzików. Muszle samic A. argo osiągają do 30 cm długości.

## Tryb życia

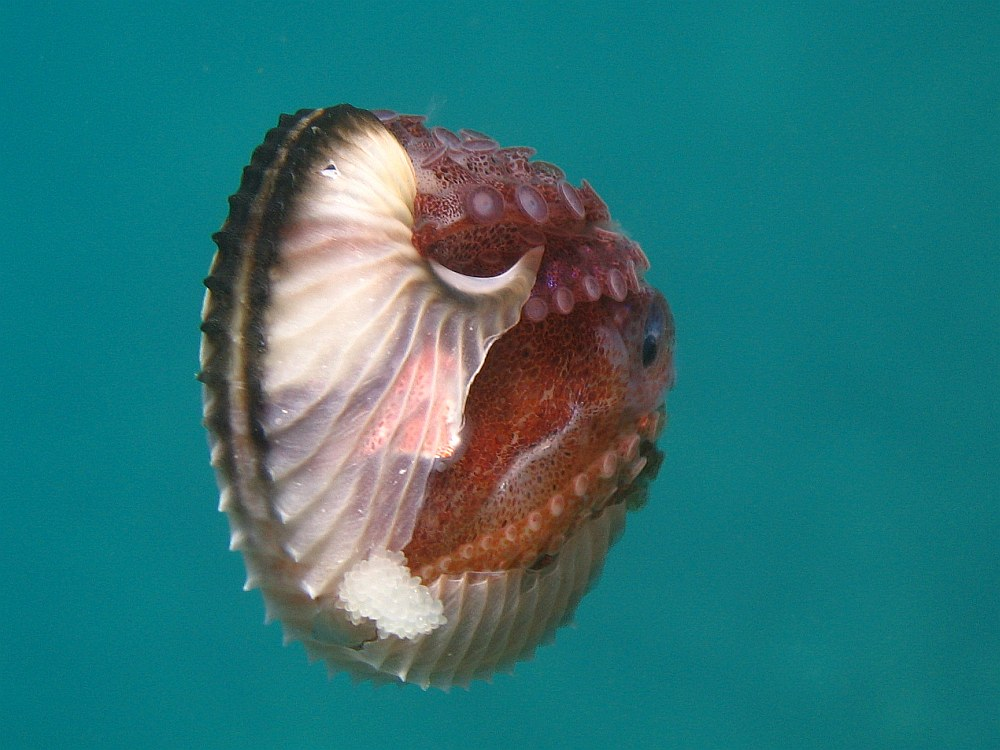
Samica z pakietem jaj wewnątrz muszli

Funkcja muszli z materiału podobnego do papieru frapowała ludzi od czasów Arystotelesa, który ok. 300 roku p.n.e. stwierdził, że ośmiornica używa muszli jak łodzi do żeglowania.
Samica wypełnia muszlę powietrzem atmosferycznym zaczerpniętym z powierzchni wody. Wypełniona gazem muszla ułatwia jej żeglowanie, przy czym ośmiornica potrafi precyzyjnie sterować pływalnością muszli (podobnie działa pęcherz pławny u ryb), a przy braku powietrza zwierzę ma problemy z utrzymaniem muszli w pionie. 
Oprócz funkcji „jednostki pływającej”, muszla pełni też funkcję komory lęgowej. Wkrótce po wybudowaniu muszli samica jest gotowa, by przystąpić do rozrodu. Samiec umieszcza spermatofory w jamie płaszczowej samicy za pomocą hektokotylusa. Ta następnie składa jaja do wnętrza muszli, po czym wsuwa się do niej i siada na jajach, pozostawiając na zewnątrz muszli pierwszą parę ramion. W miarę rozwoju (i rosnącej masy) jaj samica zmienia ciśnienie powietrza w muszli regulując tym samym głębokość zanurzenia, aż do czasu wylęgu młodych ośmiornic.
Żeglarki argo żywią się planktonem i drobnymi organizmami zebranymi z powierzchni wody.

## Znaczenie gospodarcze
Gatunek jadalny, rzadko spożywany przez ludzi, spotykany w handlu w Indiach i w Japonii. Muszle są wysoko cenione przez kolekcjonerów.

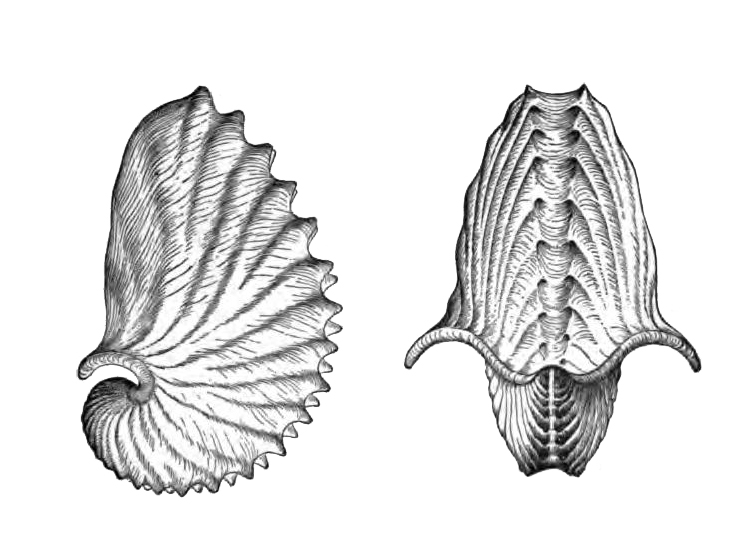
Muszla żeglarka argo